# ATP Champions Tour 2012
L'ATP Champions Tour è una serie di tornei giocati nel corso di un anno dalle leggende del tennis maschile del passato organizzati dall'ATP.

## Calendario

### Febbraio
| Settimana   | Torneo | Campione             | Finalista  | Terzo posto   | Quarto posto    | Eliminati nel roun robin                                     |
| ----------- | --- | -------------------- | ---------- | ------------- | --------------- | ------------------------------------------------------------ |
| 24 febbraio | Delray Beach International Tennis Championships 2012 Delray Beach, Florida, Stati Uniti - Cemento outdoor - Singolare | Carlos Moyá 6-4, 6-4 | Ivan Lendl | Michael Chang | Mikael Pernfors | Gruppo A Chang Cash Krickstein Gruppo B Arias Kriek Pernfors |

### Marzo
| Settimana | Torneo                                                                                     | Campione                    | Finalista      | Terzo posto        | Quarto posto  | Eliminati nel roun robin                                          |
| --------- | ------------------------------------------------------------------------------------------ | --------------------------- | -------------- | ------------------ | ------------- | ----------------------------------------------------------------- |
| 13 marzo  | Kings of Tennis by Index International 2012 Stoccolma, Svezia - Cemento indoor - Singolare | John McEnroe 6-3, 3-6, 10-7 | Magnus Larsson | Goran Ivanišević   | Thomas Muster | Gruppo A Ivanišević Edberg Ferreira Gruppo B Muster Cash Pernfors |
| 20 marzo  | The BNP Paribas Zurich Open 2012 Zurigo, Svizzera - Cemento indoor - Singolare             | Carlos Moyá 3-6, 7-5, 10-8  | Stefan Edberg  | Mark Philippoussis | Marat Safin   | Gruppo A Safin Stich Cash Gruppo B Philippoussis Henman Leconte   |

### Maggio
| Settimana | Torneo                                                                                     | Campione                 | Finalista          | Terzo posto     | Quarto posto       | Eliminati nel roun robin                                |
| --------- | ------------------------------------------------------------------------------------------ | ------------------------ | ------------------ | --------------- | ------------------ | ------------------------------------------------------- |
| 3 maggio  | Segurus Bolivar Tennis Champions 2012 Medellin, Colombia - Terra rossa outdoor - Singolare | Carlos Moyá 6-4, 6-4     | Greg Rusedski      | Fabrice Santoro | Mark Philippoussis | Gruppo A Santoro Quintero Gruppo B Philippoussis Gaudio |
| 10 maggio | Grand Champions Brazil 2012 Sao Paolo, Brasile - Cemento indoor - Singolare                | Fabrice Santoro 6-3, 6-4 | Mark Philippoussis | Thomas Enqvist  | Flávio Saretta     | Gruppo A Enqvist Puerta Gruppo B Saretta Bruguera       |

### Agosto
| Settimana | Torneo                                                              | Campione                         | Finalista      | Terzo posto | Quarto posto | Eliminati nel roun robin                            |
| --------- | ------------------------------------------------------------------- | -------------------------------- | -------------- | ----------- | ------------ | --------------------------------------------------- |
| 16 agosto | Optima Open 2012 Knokke-Heist, Belgio - Cemento outdoor - Singolare | Goran Ivanišević 7-63, 2-6, 10-6 | Thomas Enqvist | N/A         | N/A          | Gruppo A Moya Philippoussis Gruppo B Forget Leconte |

### Dicembre
| Settimana  | Torneo                                                                       | Campione | Finalista | Terzo posto | Quarto posto | Eliminati nel roun robin |
| ---------- | ---------------------------------------------------------------------------- | -------- | --------- | ----------- | ------------ | ------------------------ |
| 5 dicembre | AEGON Masters Tennis 2012 Londra, Gran Bretagna - Cemento indoor - Singolare |          |           |             |              |                          |